# Japanska skala kome
Japanska skala kome (akronim JCS od engl. reči Japan Coma Scale) je pokazatelj namenjen za pprocenu stanja u akutnim poremećajima svesti. Ovo je  jednodimenzionalni pokazatelj (skala) koja se najčešće koristila u Japanu.

## Opšte informacije
Procenjivanje stepena obolelosti organizma predstavlja jedan od osnovnih postupaka u medicinskoj praksi. Složenost intenzivnog lečenja i materijalni troškovi zahtevaju objektivniju procenu bolesnikovog stanja i njegove prognoze, pa je s toga u poslednjih nekoliko decenija došlo do razvoja različitih skoring sistema ili ishoda  koji tu procenu olakšavaju. Skor sistemi su postali naročito primenjivi u oblasti traume zbog potrebe za utvrđivanjem tačnih parametara za trijažiranje bolesnika. Ti parametri su neophodni iz razloga što se odluka o upućivanju povređenog donosi na terenu, bilo od strane paramedicinskog osoblja ili u reanimacionoj ambulanti, od strane jednog lekara, najčešće bez konsultacije sa lekarima drugih profila zbog nedostatka vremena.

## Primena JCS
Japanska skala kome (JCS) kao glavni pokazatelj za procenu poremećaja svesti koristi posmatranje otvaranja očiju. 
| Nivoi | Parametri |
| ----- | --- |
| JCS 0 | Pacijent spontano otvora oči i ima potpuno očuvan sadržaj svesti o sebi i svetu u sopstvenom okruženju                                                                            |
| JCS 1 | Pacijent spontano otvora oči, ali nema potpuno očuvan sadržaj svesti o sebi i sopstvenom okruženju (pacijent se pita koji je datum, gde se nalazi, kada je rođena i kako se zove) |
| JCS 2 | Pacijent otvara oči nakon primene bilo koje vrste nadražaja. |
| JCS 3 | Pacijent ne otvara oči nakon primene bilo koje vrste nadražaja. |

### Prednosti
Jedna od najvećih prednosti Japanska skala kome je mogućnost njene primene na gotovo svim bolesnicima. Kako skala ima visoku korelaciju sa tokom moždanog udara nakon 30 dana ona se može koristiti za prognozu ishoda moždanog udara.
Autori Japanska skala kome, kao dodatnu prednost skale, ističu njenu visoku pouzdanost jer je:
- jednodimenzionalna,
- jednostavna za primenu,
- kategorije su jasno definisana i ne preklapaju se,
- visok nivo ujednačenosti među različitim ispitivačima.

## Spoljašnje veze
|  | Molimo Vas, obratite pažnju na važno upozorenje u vezi sa temama iz oblasti medicine (zdravlja). |